# Ginzery Dénes
Ginzery Dénes vitéz (Budapest, 1893. szeptember 8. – Budapest, 1974. március 31.) magyar labdarúgó, edző, okleveles gépészmérnök, a magyar labdarúgó-válogatott volt szövetségi kapitánya.

## Családja
Ginzery Boldizsár és Knyaskó Katalin fiaként született. 1921. március 28-án Cinkotán feleségül vette Szerb Izabella Elvira Ágnes V.K.M. hivatalnokot, Szerb Viktor és Troszt Ágnes lányát. Felesége 1958. február 25-én elhunyt.

## Pályafutása

### Labdarúgóként
Fiatal korában ismerkedett meg a labdarúgással, felnőttként a BTC, a MAFC, az MTK és a MAC csapataiban kapusként játszott.

### Sportvezetőként
A kormánybiztos korszakban kapott lehetőséget szakmai munkájának, felkészültségének bizonyítására. Kinevezése előtt az Elektromos egyesület egyik vezetőjeként tevékenykedett. 1939-1941 között 13 mérkőzésen irányította a válogatottat. 5 győzelem, 7 döntetlen és 1 vereség volt a mérlege. Központi intézkedésre egy alkalommal Fábián József irányította a csapatot, de a vereséget követően egy találkozó erejéig - egy győzelem - újra lehetőséget kapott.

## Sikerei, díjai

### Játékosként
- Magyar bajnokság
  - bajnok: 1918–19
  - 3.: 1912–13

## Statisztika

### Mérkőzései szövetségi kapitányként
Első időszak
| Magyarország | Magyarország         | Magyarország                   | Magyarország  | Magyarország | Magyarország | Magyarország | Magyarország | Magyarország |
| #            | Dátum                | Helyszín                       | Hazai         | Eredmény     | Vendég       | Kiírás       | Gólok        | Esemény      |
| ------------ | -------------------- | ------------------------------ | ------------- | ------------ | ------------ | ------------ | ------------ | ------------ |
| 1.           | 1939. augusztus 27.  | Varsó                          | Lengyelország | 4 – 2        | Magyarország | barátságos   | -            |              |
| 2.           | 1939. szeptember 24. | Budapest, Üllői úti pálya      | Magyarország  | 5 – 1        | Németország  | barátságos   | -            |              |
| 3.           | 1939. október 22.    | Bukarest, ANEF-stadion         | Románia       | 1 – 1        | Magyarország | barátságos   | -            |              |
| 4.           | 1939. november 12.   | Belgrád, BSK Stadion           | Jugoszlávia   | 0 – 2        | Magyarország | barátságos   | -            |              |
| 5.           | 1940. március 31.    | Budapest, Üllői úti pálya      | Magyarország  | 3 – 0        | Svájc        | Európa-kupa  | -            |              |
| 6.           | 1940. április 7.     | Berlin, Olimpiai Stadion       | Németország   | 2 – 2        | Magyarország | barátságos   | -            |              |
| 7.           | 1940. május 2.       | Budapest, Üllői úti pálya      | Magyarország  | 1 – 0        | Horvátország | barátságos   | -            |              |
| 8.           | 1940. május 19.      | Budapest, Üllői úti pálya      | Magyarország  | 2 – 0        | Románia      | barátságos   | -            |              |
| 9.           | 1940. szeptember 29. | Budapest, Üllői úti pálya      | Magyarország  | 0 – 0        | Jugoszlávia  | barátságos   | -            |              |
| 10.          | 1940. október 6.     | Budapest, Üllői úti pálya      | Magyarország  | 2 – 2        | Németország  | barátságos   | -            |              |
| 11.          | 1940. december 1.    | Genova, Luigi Ferraris Stadion | Olaszország   | 1 – 1        | Magyarország | barátságos   | -            |              |
| 12.          | 1940. december 8.    | Zágráb, Građanski-stadion      | Horvátország  | 1 – 1        | Magyarország | barátságos   | -            |              |
| 13.          | 1941. március 23.    | Belgrád, BSK-pálya             | Jugoszlávia   | 1 – 1        | Magyarország | barátságos   | -            |              |
|              | Összesen             |                                |               | -            | mérkőzés     |              | -            | gól          |

Második időszak
| Magyarország | Magyarország       | Magyarország             | Magyarország | Magyarország | Magyarország | Magyarország | Magyarország | Magyarország |
| #            | Dátum              | Helyszín                 | Hazai        | Eredmény     | Vendég       | Kiírás       | Gólok        | Esemény      |
| ------------ | ------------------ | ------------------------ | ------------ | ------------ | ------------ | ------------ | ------------ | ------------ |
| 14.          | 1941. november 16. | Zürich, Hardturm stadion | Svájc        | 1 – 2        | Magyarország | barátságos   | -            |              |
|              | Összesen           |                          |              | -            | mérkőzés     |              | -            | gól          |